# The Great Lover
The Great Lover (Brasil: O Gostosão / Portugal: O Grande Tenório)[carece de fontes?] é um filme estadunidense de 1949, do gênero comédia, dirigido por Alexander Hall e estrelado por Bob Hope e Rhonda Fleming. Veículo para Hope, o filme reúne um roteiro inventivo, algumas canções escritas por Jay Livingston e Ray Evans e uma participação especial de Jack Benny.

## Sinopse
Em um transatlântico que parte de Paris com destino aos EUA, Freddie Hunter, chefe de um grupo de escoteiros que voltam de uma viagem turística, se apaixona pela bela Duquesa Alexandria, filha do Grão-Duque Maximilian. Falidos, eles esperam refazer a fortuna no Novo Mundo. Freddie é apresentado a eles como falso milionário por um amigo recente, C.J. Dabney, um carteador trapaceiro e, pior, cruel assassino. Freddie mantém a pose e logo corre perigo de vida, mas recebe a ajuda de seus fiéis companheiros.

## Elenco
| Ator/Atriz     | Personagem            |
| -------------- | --------------------- |
| Bob Hope       | Freddie Hunter        |
| Rhonda Fleming | Duquesa Alexandria    |
| Roland Young   | C.J. Dabney           |
| Roland Culver  | Grão-Duque Maximilian |
| Richard Lyon   | Stanley Wilson        |
| Gary Gray      | Tommy O'Connor        |
| Jerry Hunter   | Herbie                |
| Jackie Jackson | Joe                   |